# ミススキューバ
ミス・スキューバ・インターナショナル（英語：Miss Scuba International）は、スキューバダイビングのライセンスを所有する女性限定のミス・コンテストである。予選大会は世界各国の都市で開催される。海洋保全をメインテーマとし、マレーシア―多くのダイビングスポットが所在する―にて毎年11月に世界大会が行われる。 

## 概要
主催者はマレーシア在住のロバート・ロー（Robert Lo）である。ロバートはシパダン島にあるシパダン・マブール・リゾートSipadan Mabul Resortとマブール・ウォーター・バンガローMabul Water Bungalowsの所有者でもあり、世界大会の日程の一部はロバートのリゾートで行われる。決勝のファイナルステージが行われるのはコタキナバルにあるステラ・ハーバーで、第1回が開催されたのは2011年。年々規模が拡大し、直近の開催である 2017年大会では16カ国の出場者が世界大会で美を競った。また日本事務局長として、門馬宏昭が加わり、自らが行う環境活道と共に積極的に海外でのミス達の社会貢献に力を入れる。
出場者全員がスキューバダイバーであり海洋保全がメインテーマとされる。そのため選考基準は外見の美しさ、人間性や社会性に加え海洋保全に対する思想が重視される。世界大会日程には世界自然保護基金（WWF）マレーシア支部によるワークショップやビーチ清掃、海中清掃などが組み込まれている。
日本は2013年より代表を派遣しており、2013年決勝で福間文香がフォトジェニック賞を受賞している。

### 応募資格
ダイビングライセンス(発行団体問わず)を所有する18～28歳の独身女性。

### 授与される賞
入賞
- Miss Scuba International（第1位）
- 1st Runner-up（第2位）
- 2nd Runner-up（第3位）

特別賞
- Miss Photogenic（写真モデルとして最も美しい）
- Miss Congeniality（社交性が最も見られる）
- Miss Marine Conservation（海洋保全の思想が最も素晴らしい）
- Best in Talent（特技披露が最も優れている）
- Best in National Costume（ナショナルコスチュームが最も素晴らしい）

## 歴代優勝者
2011年　Dayu Prastini Hatmanti （インドネシア）
2012年　Jamie Piyada Monmaneerat　（タイ）
2013年　Jaime Lee Faulkner　（イギリス）
2014年　Tabitha Eleanor Lipkin　（アメリカ合衆国）
2015年　Cindy Madduma　（フィリピン）　
2016年　Varsha Rajkhowa　（インド）
2017年　Brittany Anne Novick　（アメリカ合衆国）
2018年　Daisy Hope Whetlor（イギリス）　

## 外部サイト
- ミス・スキューバ・インターナショナル公式ページ[リンク切れ]
- Miss Scuba International - Facebook